# Camellia longicuspis
Camellia longicuspis là một loài thực vật có hoa trong họ Theaceae. Loài này được S.Yun Liang mô tả khoa học đầu tiên năm 1981.